# Deadpool
Wade Winston Wilson, más conocido como Deadpool, (también conocido en español como Masacre en los cómics de Forum y Panini) es un personaje ficticio, mercenario, supervillano y antihéroe, que aparece en los cómics publicados por Marvel Comics. Creado por el artista Rob Liefeld y el escritor Fabian Nicieza, Deadpool apareció por primera vez en New Mutants (vol. 1) #98 (1991).
En su papel de mercenario mentalmente inestable y desfigurado, Deadpool apareció originalmente como villano en el cómic New Mutants, y más tarde en ediciones de X-Force. Desde entonces, el personaje ha protagonizado varias series en curso, y ha compartido títulos con otros personajes, como Cable. Conocido como el "Mercenario Bocón" ("Merc with a Mouth" en inglés; "Mercenario Bocazas" en España), es famoso por su naturaleza comunicativa y por su tendencia a romper la cuarta pared, un recurso utilizado por los escritores para un efecto humorístico. Deadpool se puede clasificar como antihéroe del tipo mercenario: «es el mejor ejemplo de antihéroe mercenario de todo el elenco de personajes de Marvel. Es discutible si Deadpool es el más popular de los antihéroes de Marvel, pero lo que nadie discute es que es el más estrambótico, bocazas y políticamente incorrecto».
En febrero de 2016, se estrenó una adaptación al cine de la mano de Fox. Tim Miller fue el encargado de dirigirla, mientras que Ryan Reynolds dio vida al personaje, apareciendo en las películas: X-Men Origins: Wolverine (2009), Deadpool (2016), y su secuela Deadpool 2 (2018). Reynolds atribuye a Cable y Deadpool# 2 a lo que lo enganchó con el personaje y lo inspiró a llevarlo a las películas. Él continua interpretando al personaje en Deadpool & Wolverine (2024) del Universo cinematográfico de Marvel.

## Introducción
Deadpool normalmente actúa enfundado en un traje de colores rojo y negro y lleva el rostro cubierto para ocultar sus cicatrices. A menudo es catalogado como mercenario, villano, héroe o antihéroe. Se caracteriza porque en sus conversaciones son constantes las referencias a la cultura popular, así como la utilización del sarcasmo y del humor negro. Además, emplea todo tipo de alta tecnología para la ejecución de sus misiones.
Al igual que sucede con Wolverine, la personalidad y habilidades de Deadpool son en gran medida resultado de haber sido sometido al programa paramilitar del gobierno canadiense conocido como Arma X. Después de que Arma X curara su cáncer terminal implantando el "factor curativo" extraído de Wolverine, Deadpool quedó desfigurado y mentalmente inestable.
Deadpool fue originalmente un adversario de New Mutants y luego de Fuerza-X, desarrollando sentimientos románticos por Siryn, miembro de Fuerza-X. Deadpool protagonizó dos series limitadas: Sins of the Past y The Circle Chase. Pasó a tener una serie regular en 1997, que fue conocida por su estilo slapstick y su voluntad a romper la cuarta pared. La serie de Deadpool fue cancelada, pero el personaje apareció en 2002 en la colección titulada Agente X, que fue cancelada en 2003. Deadpool apareció junto con Cable, antiguo líder del grupo X-Force, en la serie Cable & Deadpool que terminó en el número 50.
Deadpool comparte muchas similitudes con el villano Deathstroke, que aparece en cómics de la editorial DC, en particular en el traje, profesión y nombre real (siendo Slade Wilson el de Deathstroke y Wade Wilson el de Deadpool). No obstante, desde que Deadpool fue presentado, Deadpool y Deathstroke han seguido trayectorias completamente diferentes.

## Historia de publicación
Su primera aparición tuvo lugar en el número 98 de la colección de cómics New Mutants (publicado originalmente en febrero de 1991) y sus apariciones continuaron en la colección X-Force. El personaje se hizo bastante popular, y llegó a protagonizar miniseries como The Circle in Chase en 1993, escrita por Fabian Nicieza con dibujos de Joe Madureira. El éxito de esta dio lugar a una segunda serie limitada: Sins of the Past, creada en 1994 por Mark Waid e Ian Churchil. En ese momento Deadpool empezó a hacer apariciones como invitado en colecciones de cómics de la editorial Marvel como Wolverine, Nómada, Silver Sable y Heroes for Hire.
En 1997 salió al mercado, inicialmente escrita por Joe Kelly y dibujada por Ed McGuinness, la colección de cómics mensuales titulada "Deadpool", protagonizada por el personaje. Gracias a ella, el personaje estableció firmemente su apodo de "El mercenario bocazas" y se dieron a conocer personajes secundarios como Blind Al y Weasel. La serie fue considerada de culto por lo poco ortodoxo que resultaba su personaje principal y sus bromas sobre la cultura popular.
La colección Deadpool duró hasta el número 69, tras el cual, en 2002, fue relanzado un nuevo título firmado por Gail Simone con un personaje similar llamado Agente X. Esto ocurrió al mismo tiempo que Cable se transformó en Soldado X y X-Force en X-Statix. Se descubrió que el personaje principal de Agente X no era Deadpool, y el clímax de la serie vio al personaje original restaurado.
La siguiente aparición de Deadpool llegó en el año 2004, con el lanzamiento de Cable & Deadpool escrito por Fabian Nicieza, que terminó en el número 50. (Está previsto que este título sea reemplazado por la nueva serie de Cable en marzo de 2008). Deadpool aparecería luego brevemente en la serie Wolverine: Origins escrita por Daniel Way antes de que Way lanzara otra serie de Deadpool.
En el mes de septiembre de 2008 salió al mercado una nueva serie titulada "Deadpool" escrita por Daniel Way, más adelante en 2009 saldrían al mercado las miniseries Deadpool:Suicide kings y Deadpool: Merc with a mouth.

## Biografía del personaje ficticio
La historia de fondo del personaje ha sido presentada de una forma bastante confusa y sujeta a cambios, y dentro de la narración no puede recordar su historia personal debido a una condición mental. Si su nombre era o no Wade Wilson está sujeto a especulaciones ya que uno de sus enemigos, T-Ray, afirma en Deadpool # 33 que él es el verdadero Wade Wilson y que Deadpool es un asesino cruel que le robó su identidad. Ha habido otras historias dudosas sobre su historia, en un momento el supervillano Loki afirmó ser su padre. Con frecuencia, las revelaciones son reconectadas más tarde o ignoradas por completo, y en un tema, el propio Deadpool bromeó que si Wade Wilson es o no realmente depende de qué escritor prefiera el lector.
Nació en Regina, Saskatchewan, Canadá el 27 de diciembre del año 1975. Después de dejar su casa, se unió a las Fuerzas Especiales del Ejército de los Estados Unidos pero, a pesar de ser un habilidoso soldado, fue expulsado por no seguir órdenes que entraban en conflicto con su código moral. Justo antes de su decimonoveno cumpleaños, Wade fue invitado a unirse a un grupo clandestino de asesinos mercenarios patrocinados por la CIA gracias a su historial militar. Poco después de abandonar este grupo, viajó por Asia y fue contratado en Japón por un señor del crimen, el Boss, para infiltrarse en un ring de lucha de sumo propiedad de un criminal rival, el Oyakata. Wilson pasó tres años como luchador bajo la tutela de Oyakata y se involucró sentimentalmente con la hija de su mentor, Sazae. Cuando el Jefe finalmente ordenó el asesinato de Oyakata, Wilson se negó a completar su misión, y se trasladó a los Estados Unidos.
En Estados Unidos, Wade conoció y se enamoró de Vanessa Carlysle, con la que compartía sueños de una vida mejor. Al enterarse de que había desarrollado 34 tumores cancerígenos inoperables, Wilson rompió con su novia Vanessa antes que obligarla a seguir con un enfermo terminal. De vuelta en Canadá, Wade Wilson decidió unirse al programa Arma X, donde recibió un factor de curación artificial basado en las habilidades de Wolverine por parte del Dr. Emrys Killebrew, uno de los científicos principales del programa Arma X.

## Caracterización

### Personalidad
Deadpool es consciente de que es un personaje de cómic ficticio. Comúnmente rompe la cuarta pared, que es hecha por otros pocos personajes en el Universo Marvel, y esto se usa para el efecto humorístico. A menudo tiene conversaciones con sus dos monólogos internos, que se muestran como recuadros en sus paneles; en Deadpool Annual # 1 (2014) se revela que Madcap, un enemigo del Capitán América, es la voz psicótica que aparece en las leyendas blancas con una serif de máquina de escribir; la otra voz no está identificada y con frecuencia se atribuye erróneamente al Dr. Bong, antiguo psiquiatra de Deadpool.
Se describe a Deadpool como factor de curación regenerativo, que no solo evita que sufra lesiones permanentes a través de la regeneración celular mejorada en todo su cuerpo, sino que también causa psicosis e inestabilidad mental, ya que sus neuronas también se ven afectadas por la regeneración acelerada. Se cree que si bien sus psicosis son una desventaja, también son uno de sus activos, ya que lo convierten en un oponente extremadamente impredecible. Taskmaster, que tiene memoria fotorreflexiva que le permite copiar las habilidades de combate de cualquier persona por observación, no pudo vencer a Deadpool debido a su estilo de lucha caótico e improvisado. Taskmaster también ha declarado que Deadpool es un experto en distraer a sus oponentes.

### Orientación sexual
En diciembre de 2013, Gerry Duggan, uno de los muchos escritores que se ha encargado del mercenario bocazas, respondió a través de Twitter a un usuario que preguntaba sobre la sexualidad de Deadpool, a lo que el escritor respondió: «Creo que Deadpool estaría listo y dispuesto a estar con un hombre». Poco tiempo después de publicar el tuit, lo borró y en los más de cinco años que estuvo escribiendo el personaje nunca escribió a Wade Wilson en una relación que no fuese heterosexual.
Cuando se le preguntó acerca de la sexualidad de Deadpool a uno de sus cocreadores, Fabian Nicieza, declaró que al escribir a Deadpool lo hizo con la intención de que fuera un personaje omnisexual, es decir, ni pansexual, ni bisexual. En su cuenta de Twitter, el escritor dijo: «Deadpool tiene cualquier inclinación sexual que su cerebro le dicte en ESE momento». En otro tuit explicó que debido a las células cerebrales de Deadpool, las cuales están en un estado constante de regeneración, Wade Wilson podría ser heterosexual durante un minuto, y al siguiente minuto podría ser homosexual. Estas palabras suscitaron mucha polémica debido a que insinúan que la orientación sexual de Deadpool se debe a su inestabilidad mental.

### Poderes y habilidades
El poder primario de Deadpool es un factor acelerado de curación, descrito por varios escritores con diferentes niveles de eficiencia. La velocidad de su factor de curación depende de la gravedad de la herida y del estado mental. Funciona más eficientemente cuando está despierto, alerta y de buen ánimo. Este factor de curación acelerada es lo suficientemente fuerte como para haber sobrevivido a la incineración y decapitación completas más de una vez. Aunque normalmente su cabeza tiene que reunirse con su cuerpo para curar una herida de decapitación, fue capaz de volver a crecer después de haber sido pulverizada por Hulk en la novela gráfica Deadpool mata al Universo Marvel.

Las células cerebrales de Deadpool se ven afectadas de manera similar, y las neuronas moribundas rejuvenecen a un ritmo súper acelerado. Esto permite que se recupere de cualquier herida en la cabeza, y lo vuelve casi invulnerable a poderes psíquicos y telepáticos, aunque esta habilidad es inconsistente. Se ha revelado que en el momento en que se le dio su capacidad de curación, sufría de algún tipo de cáncer; esto hizo que sus células normales y sus células cancerosas no pudieran morir, dándole una apariencia marcada de cicatrices debajo de su traje

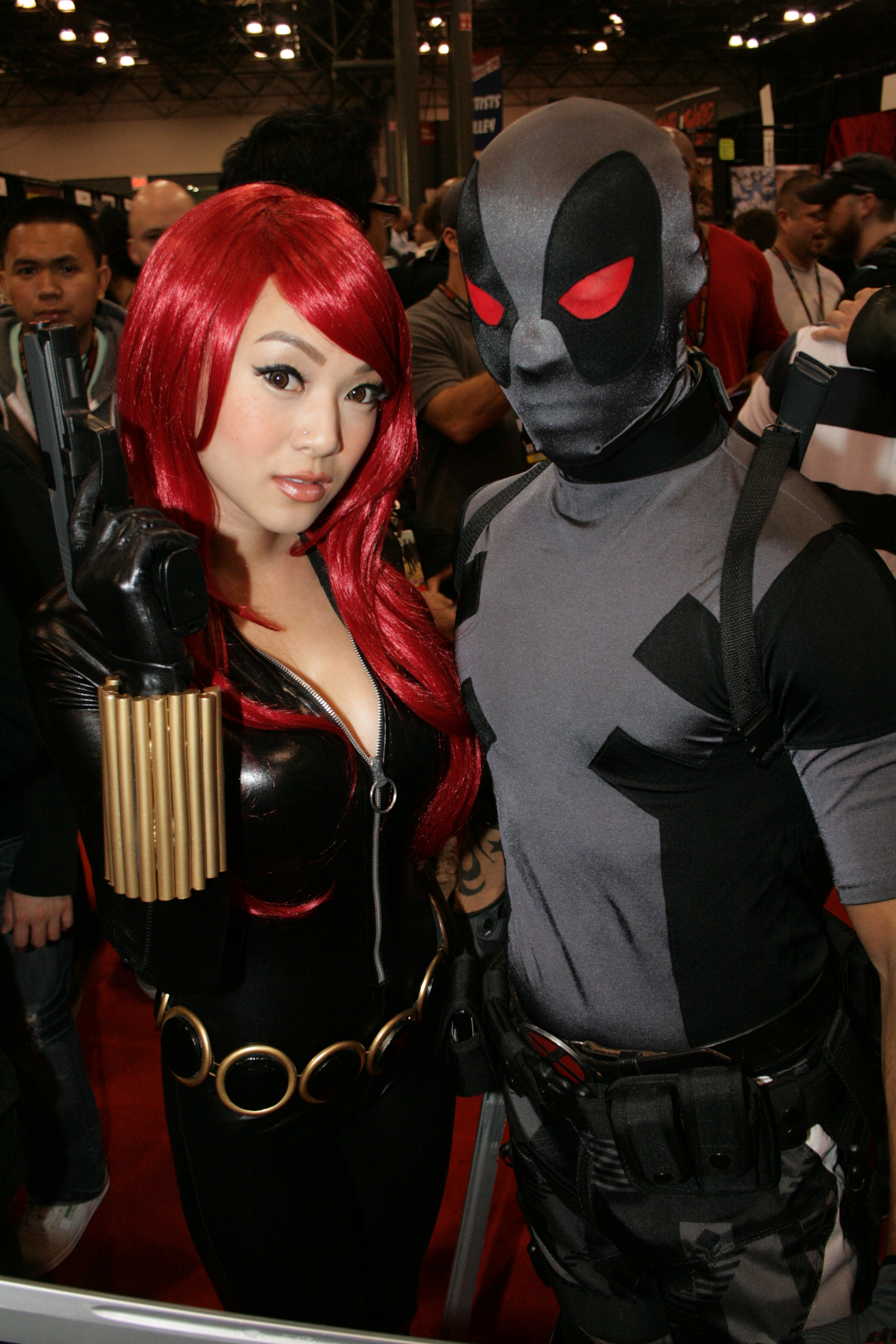
Disfraces de Deadpool y Black Widow.

## Otras versiones

### Ultimate Deadpool
Este personaje, que nunca ha contado con serie propia, se muestra por primera vez en el número 92 de la edición estadounidense de los cómics Ultimate Spider-Man, con fecha de portada de mayo de 2006 y guion de Brian Michael Bendis y dibujos de Mark Bagley. En esta ocasión la apariencia exterior de Deadpool es muy similar a la que presenta en el resto de colecciones, mas su nombre real es Wade Wilson y es presentado como sargento veterano de las guerras de Wakanda que encabeza un grupo de mercenarios llamados Cosechadores que, al igual que él, se han sometido a distintas intervenciones para poseer habilidades sobrehumanas y así demostrar la supremacía humana sobre la mutante. El personaje sigue rompiendo la cuarta pared al dirigirse al público, aunque en esta ocasión es debido a que sus hazañas dentro de la historia están siendo retransmitidas por un programa televisivo. Fruto de los experimentos que le han dado sus poderes (entre los que destacan además de la agilidad y la fuerza, la capacidad de adoptar distintas formas humanas) parece haber perdido su aspecto humano, ocultando tras su máscara un rostro desfigurado cubierto por una careta de un material transparente.

### Deadpool Corps
En la serie de 12 números Deadpool Corps y la serie precuela Prelude to Deadpool Corps, Deadpool se une a varias versiones alternativas de sí mismo de diferentes universos para crear un supergrupo. Lady Deadpool y Headpool regresan de sus apariciones anteriores en Deadpool: Merc with a Mouth, junto con los recién llegados Kidpool, una versión infantil de Deadpool que asiste a la escuela del Profesor X,y Dogpool, un perro dotado del factor curativo familiar de Deadpool.Más tarde se les une The Champion, con el nombre de Championpool y una ardilla llamada Squirrelpool.El grupo fue reunido por el Anciano del Universo conocido como el Contemplador. Los reunió para detener al poderoso ser cósmico conocido como la Conciencia. La Conciencia absorbió mundos enteros, devorando las conciencias de las personas.

### Deadpool mata al Universo Marvel
Miniserie cuyos eventos ocurren en un universo alternativo.
Después de una sesión psicológica con un terapeuta que resultó ser Psycoman disfrazado, a Deadpool se le revela la verdad acerca de su existencia y la de todos los personajes de Marvel: que son sólo un entretenimiento. A partir de ello, Wade inicia una masacre en la que mata a todos los héroes de Marvel, iniciando por los 4 Fantásticos, Spider-Man, además de asesinar a los villanos, entre ellos el Dr. Muerte, Magneto y El Duende Verde. No conforme con esto, busca en el Sanctum Sanctorum, un libro que lo guía al nexo entre las realidades, donde acaba luchando con Taskmaster, y al derrotarlo, inicia el viaje hacia su siguiente objetivo, matar a los guionistas que escriben su historia.

### X-Men Origins: Deadpool
Es un llamado "One Shot" publicado por Marvel, donde se muestra al personaje contándole su historia a varios productores y directores de películas. En este cómic la historia original varía en muchos ámbitos. Cuando de pequeño Wade jugaba con su padre y tenían un tipo de rutina donde su padre se ponía detrás de la puerta principal y hacia el famoso chiste de "Toc, Toc..." Hasta que un día su padre no volvió a tocar la puerta aunque él seguía preguntando quién estaba ahí. Después de la ida de su padre, la madre de Wade trató de calmar su dolor con alcohol; ni siquiera se preocupaba de alimentar a Wade. Deadpool se alistó en el ejército y lo etiquetaron como gran tirador. Dentro del ejército hizo sus propios negocios de mercenario sin saber que en eso se convertiría tiempo después. Wade seguía haciendo sus trabajos y volvía a casa con su novia Vanessa, hasta que recibió la carta donde le notificaban que tenía cáncer y decidió abandonarla. Luego, en un bar, un viejo mercenario le habló del proyecto X donde podrían sanarlo. Después de los dolorosos experimentos, fue enviado a un tipo de reformatorio del que más tarde acabaría escapando, y finalmente se convirtió en un mercenario usando una máscara igual que aquellos a los que se refiere como: "Los de las revistas divertidas".

### Deadpool Messiah War
La X-Force viaja 1000 años en el futuro y allí se encuentran a Wade Wilson, que después de una explosión nuclear que había ocurrido en la superficie de la Tierra, sobrevivió encerrandose en un refrigerador industrial. Pasando décadas y décadas el poder de Deadpool hizo que no muriera y conforme pasaban los años su mente se fue deteriorando.
Fueron unos hombres los que después de este tiempo, lo descubren y hacen notar que Deadpool puede vivir mucho tiempo sin comer.

### Golden Age Deadpool
En una realidad alterna, Deadpool es Freddy Wilson, hijo del presidente Woodrow Wilson. Después de enlistarse en la Primera Guerra Mundial se arrepintió y buscando ser eximido consumió grandes cantidades de cigarrillos con la excusa de haber sido intoxicado con Gas Mostaza. Lamentablemente este consumo hizo que sus pulmones salieran afectados y que tuviera que usar una máscara por el resto de su vida. En la Segunda Guerra Mundial los nazis lo invitan a un programa secreto donde podrá aumentar sus capacidades físicas, convirtiéndolo en Arma Esvástica.

### Kidpool
Nacido en el universo 10330, vivió en la escuela de Xavier. Su carácter hizo que fuera odiado por sus compañeros eventualmente el Deadpool del universo que conocemos lo invitaría a ser parte del Deadpool Corps.

### Gwenpool
Gwen Poole, o "Gwenpool", es una amalgama de Deadpool y Gwen Stacy. Comenzó como una de las 20 portadas variantes publicadas en junio de 2015 para la serie actual, que tras la popularidad de Spider-Gwen vio a Gwen Stacy reinventada como otros personajes de Marvel, como Doctor Strange, Groot y Wolverine. Gwenpool, aparece en la portada variante de "Deadpool's Secret Secret Wars # 2", que resultó ser especialmente popular entre los fanáticos. Después de ver cuántos fanáticos hacían cosplay vistiéndose de un personaje que ni siquiera aparecía en ningún cómic, el editor de Marvel Jordan White se acercó al escritor Christopher Hastings con una tarea para crear una historia a su alrededor. Inicialmente, el plan era hacer una comedia única "Gwenpool Special # 1", seguida de una historia de copia de seguridad de tres páginas en el volumen continuo de "Howard el pato" y, finalmente, una serie en curso, comenzando en abril de 2016.

### Marvel Zombies
En la primera serie limitada de Marvel Zombies, se ve una versión zombi de Deadpool luchando contra Silver Surfer. El Deadpool zombi finalmente pierde su cuerpo y aparece como una cabeza incorpórea a partir de Marvel Zombies 3. Esta encarnación de Deadpool, frecuentemente conocida como Headpool, entró en la continuidad principal de Marvel cuando es encontrado y capturado por el Deadpool original en Deadpool: Merc with a Mouth. Junto con varias otras versiones alternativas de Deadpool, Headpool apareció en Deadpool Corps con un gorro de hélice montado en su cabeza, lo que le otorgaba vuelo.

### Spider-Man & Deadpool
En un futuro alternativo, Spider-Man es un anciano que quedó paralizado por un Life Model Decoy Deadpool y vive en una casa de retiro con un anciano Deadpool. Sin que Spider-Man lo supiera, Oldpool le estaba dando su sangre a Peter para que no muriera debido a su vejez. En una batalla entre Deadpools LMD, Oldpool usa una máquina del tiempo y cambia de lugar por error con el Deadpool convencional. Después de llegar a la línea de tiempo principal, se reencuentran con el Spider-Man principal y Oldpool. Luego, después de detener a Master Matrix (el maestro LMD creado por los padres de Peter) y Camaleón, Viejo Peter y Oldpool se desvanecen en su línea de tiempo.

### Venomverso
En Edge of Venomverse, Deadpool de otro universo investigó una instalación donde se realizaban experimentos ilegales con gusanos parásitos. Se unió al simbionte Venom para expulsar los gusanos dentro de él. En el evento, voluntariamente fue consumido por un veneno para actuar como agente doble para el ejército de Venom. Al final, se supone que está muerto.

## En otros medios

### Televisión
- Aunque Deadpool nunca tuvo un papel con diálogo en la serie animada X-Men, hizo varios cameos a lo largo de la serie en varios episodios. 
  - Deadpool aparece en una secuencia de flashback junto a Wolverine en una de las sesiones mentales de Sabretooth con el Profesor Xavier, en el episodio «Reuniones mortales».
  - Morph cambia a la forma de Deadpool en el episodio «Lo que sea necesario».
  - El personaje también hace una aparición cuando el lado oscuro de Xavier proyectó una imagen de Deadpool para atacar a Wolverine en el episodio «La Saga del Fénix Parte 2: El Sudario Oscuro».
- En un momento antes de que se anunciara la cancelación de la segunda temporada de Wolverine and the X-Men, se anunció que se incluiría a Deadpool. Nolan North fue elegido para su voz.
- Deadpool tiene un breve cameo en el episodio «Destino», de Marvel Anime: X-Men.
- Deadpool aparece en la serie animada Ultimate Spider-Man, con la voz de Will Friedle.[34]
  - En el episodio 15 de la segunda temporada, «Deadpool regresa», el personaje es aludido en una portada "Timely" durante una pelea contra Sabretooth (en «Un día peculiar») y como personaje de videojuegos de Harry Osborn (en «El pulpo de hierro»). Esta versión es un exaprendiz de S.H.I.E.L.D. antes de caer para ser un mercenario. A pesar de (y debido a) la creciente aversión de Spider-Man por las payasadas de Deadpool, la actitud y la voluntad de matar (o como dice Deadpool, "un-vivo" / "K-palabra"), ambos terminan luchando contra Taskmaster y cada uno del otro por la crítica de S.H.I.E.L.D. sobre datos de las identidades secretas de los superhéroes de América. Se le muestra capaz de negar la habilidad de Taskmaster de copiar el estilo de lucha de alguien, utilizando un estilo de lucha impredecible que parodia varios movimientos de baile, haciendo que la habilidad de Taskmaster de predecir los ataques sea inútil. Después de dar algunas historias falsas de origen (así como burlarse de Wolverine), Deadpool finalmente revela que había sido un niño de la calle capturado por Nick Fury para ser un héroe, aunque más tarde decidió ser un mercenario era más fácil que llevar la moral y una conciencia. En última instancia, Spider-Man reconoce que el mismo podría haber resultado como Deadpool, debido a que había circunstancias en su propia vida que han sido diferentes.
- Deadpool aparece en Marvel Disk Wars: The Avengers, con la voz de Takehito Koyasu en japonés y Jason Spisak en inglés.
- En mayo de 2017, se anuncia la llegada de Deadpool a la televisión con una serie de animación.[35] El responsable del proyecto sería el canal FX, que realizaría una primera temporada con 10 episodios para estrenarse en su canal filial de cable en Estados Unidos en el 2018, con una asociación de Marvel Television y FX Productions. Pero finalmente el proyecto fue cancelado.
- Deadpool aparece en Marvel Future Avengers, nuevamente con la voz de Takehito Koyasu en japonés y Jason Spisak en inglés.

### Cine

#### Animación
- Deadpool aparece en la película animada Hulk vs Wolverine, con la voz de Nolan North. Deadpool actúa como miembro del equipo de ataque militar del Profesor Thorton, conocido como Team X (junto a Lady Deathstrike, Omega Red, y Sabretooth) en el Programa Arma X, tratando de capturar a Wolverine y Hulk con el objetivo de lavarles el cerebro y convertirlos en armas definitivas. Con frecuencia molesta a sus compañeros con sus bromas.

#### Acción real
Dos variaciones de Wade Wilson aparecen en la serie de películas de acción en vivo de X-Men, interpretadas por Ryan Reynolds.
- La primera variación aparece en X-Men Origins: Wolverine (2009), con Scott Adkins como el actor de acrobacias del personaje.[36] Esta versión es un mercenario muy hábil, bromista y amoral que maneja un par de katanas con el atletismo máximo y la habilidad suficiente para desviar el fuego de las armas automáticas. Supuestamente es asesinado por Victor Creed, pero más tarde se revela que fue transformado por el Mayor William Stryker en un asesino mutante "Arma XI", que posee los poderes de otros mutantes, incluidas las explosiones ópticas de Scott Summers, la teletransportación de John Wraith, el factor de curación de Wolverine y un par de espadas extensibles. También es completamente obediente a Stryker a través de la tecnopatía de Chris Bradley. Wolverine y Creed luchan contra Arma XI y logran derrotarlo y aparentemente matarlo, aunque una escena poscréditos que aparece en los lanzamientos de DVD y algunas presentaciones teatrales de la película implican que Deadpool todavía está vivo, debido a que se muestra la mano del cuerpo decapitado de Deadpool buscando la cabeza, la cual, ya con la boca descosida, mira al público y sisea para guardar silencio (en referencia a su habilidad de romper la cuarta pared).
- Tras los eventos de la película de acción en vivo X-Men: días del futuro pasado (2014), que restablece la línea de tiempo de la serie de películas de X-Men desde 1973 en adelante, Reynolds aparece como una nueva variación de Wilson. 
  - En Deadpool (2016), se muestra el debut de esta versión el cual es un mercenario que es diagnosticado con cáncer en etapa tardía y recurre a Ajax después de que le ofreciese una cura. Ajax tortura a Wilson para catalizar el tratamiento, que eventualmente resulta en la activación de genes mutantes regresivos, causando desfiguración y factor de curación de este último. En respuesta, Wilson desarrolla una venganza contra Ajax y se somete a una búsqueda para obligarlo a arreglar su desfiguración antes de finalmente matarlo al saber que sería imposible.
  - Antes de las proyecciones de Logan en los territorios de EE. UU., se mostró una secuencia previa a la película que luego se tituló Deadpool: No Good Deed y se lanzó en línea, que sirvió como una especie de teaser para Deadpool 2.[37] El escritor Rhett Reese confirmó que la película era un corto y "no un adelanto ni un tráiler".[38] La trama del corto gira en torno a Deadpool intentando ponerse su disfraz en una cabina telefónica lo suficientemente rápido como para detener un atraco cercano. Sin embargo, el hombre recibe un disparo antes de que Deadpool pueda terminar.
  - Deadpool aparece en la película de acción real Deadpool 2 (2018).[39][40] Después de la muerte de su novia Vanessa, Deadpool se encuentra protegiendo a un niño angustiado llamado Russell Collins de Cable. En la película Reynolds también se interpreta a sí mismo y repite el papel de la versión Arma XI de Wilson de X-Men Origins; ambos son asesinados por Deadpool en los créditos intermedios.
    - En diciembre de 2013, Rob Liefeld confirmó que Cable y Deadpool aparecerían en una película de X-Force, con Ryan Reynolds regresando como el último.[41] Después del lanzamiento de Deadpool, Reynolds sintió que el personaje principal pronto estaría en una película de X-Force.[42] En febrero de 2017, Joe Carnahan firmó como director y coguionista con Reynolds.[43] Sin embargo, en septiembre del mismo año, el estudio se separó de Carnahan mientras que Drew Goddard lo reemplazó como guionista / director después de haber trabajado previamente como coguionista en el guion de la secuela de Deadpool.[44] Al mes siguiente, el actor de Cable Josh Brolin declaró que la producción comenzó en algún momento durante 2018.[45]
- Después de que la Adquisición de 21st Century Fox por parte de Disney fuera anunciada en diciembre de 2017 y completada en marzo de 2019, el CEO de Disney, Bob Iger, dijo que Deadpool se integraría en el Universo cinematográfico de Marvel (UCM) bajo Disney. Reynolds se mostró listo para repetir su papel de la serie de películas de X-Men.[46] El 20 de noviembre de 2020, se anunció que Marvel y Reynolds se reunieron con varios escritores y decidieron que Wendy Molyneux y Lizzie Molyneux-Logelin, conocidas por su trabajo en Bob's Burgers, escribirían el guion de la tercera película que Disney confirmó que seguiría teniendo clasificación R.[47] En enero de 2021, el presidente de Marvel Studios Kevin Feige confirmó que la tercera película de Deadpool tendrá lugar en el UCM.[48] En agosto de 2021, Feige declaró que Reynolds trabajará en el guion y que además trabajan en una ventana de lanzamiento, mientras que Reynolds dijo "Hay un 70% de posibilidades de que la filmación comience en 2022".[49]
  - Deadpool aparece en el cortometraje promocional Deadpool and Korg React, en el que reacciona a un tráiler de la película Free Guy junto a Korg.
  - Deadpool aparece en Deadpool & Wolverine (2024), nuevamente interpretado por Ryan Reynolds y siendo acompañado por Hugh Jackman como el otro personaje titular. En la película también aparece el Deadpool Corps conformado por Lady Deadpool (interpretada por la esposa de Reynolds, Blake Lively); Cowboy Deadpool (interpretado por Matthew McConaughey); Headpool (interpretado por Nathan Fillion); Dogpool (interpretado por Peggy); Kidpool (interpretada por la hija de Reynolds y Lively, Inez Reynolds); Babypool (interpretado por el hijo de Reynolds y Lively, Olin Reynolds); Welshpool (interpretado por el futbolista de Welcome to Wrexham, Paul Mullin); y otras versiones alternativas más como Watari / The Fool, Deadpool 2099, Golden Age Deadpool, Zenpool, Canadapool, Piratepool y un Scottish Knightpool. Además, también aparece una variante de cabello largo, sin máscara, sin cicatrices y sin factor curativo llamado Nicepool (también interpretado por Reynolds).

### Videojuegos
- Deadpool aparece en X-Men Legends II: Rise of Apocalypse, doblado por John Kassir. Deadpool aparece al principio como jefe, habiendo sido contratado y lobotomizado por Mister Siniestro. Lucha contra los X-Men y la Hermandad en Nueva York durante el acto 4. Deadpool puede ser desbloqueado al completar el juego por primera vez. Al igual que en los cómics, Deadpool rompe la cuarta pared si el jugador se queda demasiado tiempo quieto. Si se lucha contra el Deadpool enemigo usando al Deadpool jugador, ambos discutirán sobre quién es el auténtico.
- En Marvel: Ultimate Alliance, Deadpool es un personaje jugable desde el principio, con John Kassir repitiendo su papel como Wade Wilson. Se maneja de forma muy parecida a como aparecía en X-Men Legends II. Sus trajes son Clásico, Ultimate (basado en el Universo Ultimate), Arma X (de la saga Deadpool: Agent of Weapon X), y Asesino (su traje en Cable and Deadpool). Deadpool hace muchos comentarios sobre el juego parodiando a otros personajes de Marvel o reconociendo que es un personaje de videojuego. Tiene secuencias de diálogo especiales con Comadreja, Viuda Negra, un agente de S.H.I.E.L.D. atrapado durante el ataque al Helitransporte, Edwin Jarvis, la Ancestral, Visión, Hank Pym, Valkiria, Nick Fury y Rayo Negro. Su misión del simulador es en el Murderworld de Arcade, donde lucha contra una versión oscura de Spider-Man; durante el informe de misión, Wade mezcla los orígenes de Thor, Blade, Daredevil, Tormenta y Hulk antes de contar su verdadero origen.
- Deadpool aparece en el juego que adapta la película X-Men Origins: Wolverine. Le pone voz Steve Blum.
- Deadpool es de nuevo un personaje jugable en Marvel: Ultimate Alliance 2, una vez más doblado por John Kassir. En las versiones de Xbox 360 y PlayStation 3, es un jefe de la segunda fase, pero se unirá a los héroes una vez es derrotado y se dé cuenta de que no son parte del ataque terrorista de Titanium Man. Deadpool es totalmente consciente de que está en un videojuego, y su diálogo lo refleja; por ejemplo, si el jugador lo incluye en el equipo Anti-Registro, propondrá a María Hill la posibilidad de pasarse al equipo Pro-Registro "en la próxima partida" y su ficha de personaje hace mención a que cree que está en un cómic o en un videojuego, cuando se lo selecciona durante el juego él dirá "¿Qué pasa, jugador?"(Hi ya, Player!). Además, durante los créditos Deadpool se encarará con uno de los guionistas del juego para quejarse por no haber sido el protagonista. En las versiones de Wii, PSP y PS2 es jugable desde el principio (pero solo se puede incluir cuando el equipo se separe), también rompe la cuarta pared y en las pantallas de carga y créditos aparece sentado viendo la televisión.
- Deadpool es uno de los personajes elegidos para Marvel vs Capcom 3: Fate of Two Worlds, con Nolan North prestando su voz nuevamente al personaje. Sus habilidades consisten en el uso de sus armas (pistolas y katanas), su teleportador (que explotará si lo usa demasiado), imita el shoryuken de Ryu y tiene un movimiento en el que golpeará al rival con su propia barra de vida. También rompe la cuarta pared al gritar "You pressed the wrong button!" ("¡Pulsaste el botón equivocado!") cuando es derrotado y encarándose al jugador cuando gana.
- Deadpool hace su aparición como antagonista en Spider-Man: Shattered Dimensions, en su versión del unvierso de Ultimate Spider-Man, contando de nuevo con la voz de Nolan North. Sin embargo, conserva muchas características del Deadpool original, como su loco humor, su habilidad para romper la cuarta pared, el uso de un teleportador portátil y cierto factor curativo. Spidey se enfrenta a él en una plataforma petrolífera donde Deadpool rueda su programa Pain Factor (Factor del dolor), mientras se abre camino entre las hordas de fanes que sirven de "ejército" para Deadpool. En la pelea final, Deadpool engaña a Spider-Man con un fragmento falso de la Tabla del Orden y del Caos, usando el original para crear 2 copias de sí mismo. Spider-Man lo derrota y obtiene el fragmento original.
- Deadpool es un personaje jugable en Marvel: Avengers Alliance.
- Deadpool, es videojuego multiplataforma hack n´slash de acción y shooter desarrollado por High Moon Studios y distribuido por Activision que se lanzó el 23 de junio de 2013. Cuenta con la voz de Nolan North y con muchísimos cameos de personajes del mismo universo, tales como Mr Siniestro, Wolverine, Psylocke,  Rogue y muchos más.
- Deadpool juega un papel importante en el juego de Lego Marvel Super Héroes de 2013 siendo el presentador de los niveles adicionales del juego. También hace varios cameos a lo largo de la trama. Y en varias ocasiones rompe la cuarta pared al dirigirse al jugador que desbloquea un personaje en los niveles adicionales. Al desbloquearlo puedes hacer uso de todas sus pistolas y katanas.
- Deadpool es un personaje jugable en Marvel Contest of Champions.
- Deadpool aparece como personaje secreto desbloqueable para aquellos que adquieran el pase de batalla de la Temporada 2 del Capítulo 2 de Fortnite: Battle Royale durante dicha temporada.
- Aparece como carta jugable en el juego de cartas Marvel Snap.